# Ave (sous-région)

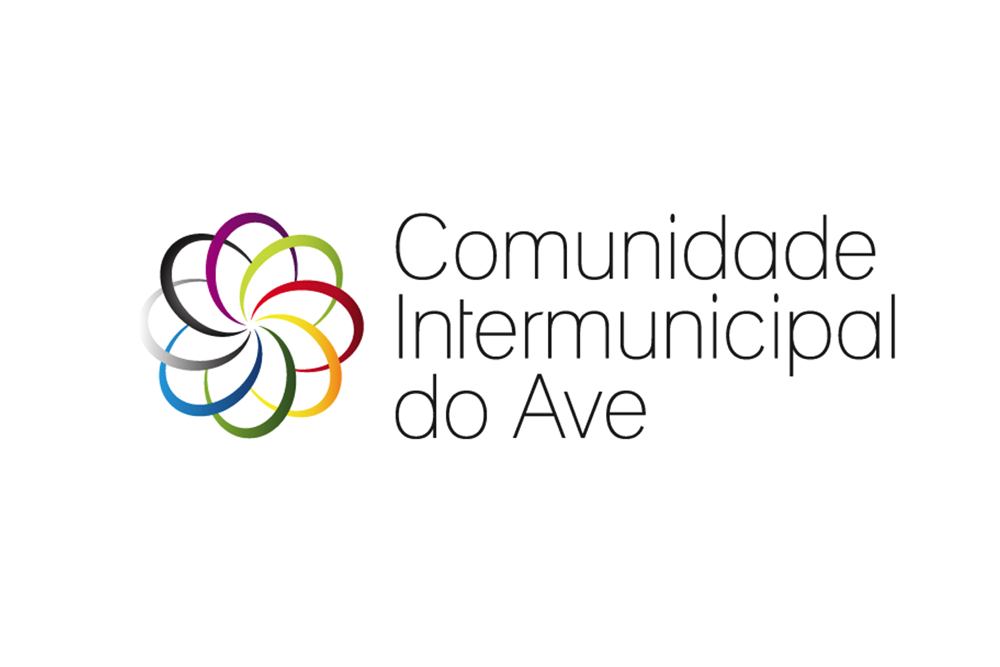
Logo de la communauté intermunicipale

Pour les articles homonymes, voir AVE.
L'Ave – en portugais : Ave – est une des 30 sous-régions statistiques du Portugal.
Avec 7 autres sous-régions, elle forme la région Nord.

## Géographie
L'Ave tire son nom d'un fleuve portugais.
Il est limitrophe :
- au nord, des sous-régions du Cávado et du Haut Trás-os-Montes,
- à l'est et au sud, de la Tâmega,
- à l'ouest, de la sous-région du Grand Porto.

## Données diverses
- Superficie : 1 238 km2.
- Population (2001) : 509 968 hab.
- Densité de population : 411,93 hab./km2

## Subdivisions
L'Ave groupe 9 municipalités (conselhos ou municípios, en portugais) :
- Celorico de Basto
- Fafe
- Guimarães
- Póvoa de Lanhoso
- Santo Tirso
- Trofa
- Vieira do Minho
- Vila Nova de Famalicão
- Vizela